# Vesilahti

Huy hiệu của Vesilahti

Vesilahti là một đô thị của Phần Lan.
Đô thị này tọa lạc tại tỉnh Tây Phần Lan trong vùng Pirkanmaa. Đô thị này có dân số 3.663 (2003) với diện tích là 353,95 km² trong đó có 52,17 km² là diện tích mặt nước. Mật độ dân số là 12,1 người trên mỗi km².
Đô thị này chỉ sử dụng tiếng Phần Lan.